# Lebanon, Oregon
Lebanon är en stad i Linn County västra Oregon i USA. Invånarantalet är 12 950 (2000). Den har enligt United States Census Bureau en area på totalt 14 km² varav 0,4 km² är vatten.